# Maeda Ku-1
Maeda Ku-1 – japoński lekki szybowiec wojskowy z okresu II wojny światowej

## Tło historyczne
Pierwsze praca nad szybowcami wojskowymi podjęto w Japonii w 1937 w czasie wojny japońsko-chińskiej.  Zamówiono wówczas trzy eksperymentalne szybowce - Tachikawa Ki-23, Tachikawa Ki-25 i Fukada Ki-24.  Szybowiec Fukady okazał się bardzo udany i produkowano go także w wersji cywilnej jako Hikara-6-I.
Otrzymane w Japonii informacje o udanych operacjach niemieckich z szybowcami wojskowymi, a szczególnie zdobycie Fortu Eben-Emael spowodowały przyspieszenie japońskiego programu szybowcowego.  Pierwszym zamówionym szybowcem Cesarskiej Japońskiej Armii był Ku-1.  Wszystkie późniejsze szybowce Armii także nosiły oznaczenie „Ku” pochodzące od japońskiego słowa kakku znaczącego „szybować”.
Projektantem pierwszego szybowca został profesor Hiroshi Sato, a sam szybowiec był produkowany w zakładach Maeda.

## Opis konstrukcji
Szybowiec Maeda Ku-1 był lekkim szybowcem transportowym.  Ku-1 miał konstrukcję drewnianą z wolnonośnym skrzydłem w układzie górnopłatu.  Płat szybowca był trójdzielny, skrzydła miały obrys trapezowy, był wyposażone w lotki i hamulce aerodynamiczne. 
Szybowiec miał dwubelkowy kadłub z centralną gondolą. Belki kadłubowe i gondola mocowane były do centralnej części płata.  Gondola mieściła kabinę pilotów oraz miejsca dla żołnierzy. 
Podwozie składało się z dwóch kół osłoniętych owiewkami i zamocowanych do gondoli kadłubowej.
Szybowiec mierzył 9,75 metrów długości, rozpiętość skrzydeł wynosiła 16,76 m, a ich powierzchnia nośna 30,10 metrów kwadratowych.  Masa własna konstrukcji wynosiła około 700 kilogramów, mógł on przewozić sześciu do ośmiu żołnierzy, masa ładunku mogła wynosić do 600 kilogramów.

## Historia
Szybowiec oblatano we wrześniu 1941 i po niezbędnych badaniach został wprowadzony do produkcji seryjnej w zakładach Maeda i otrzymał wtedy oznaczenie Maeda Ku-1-I. 
Łącznie w latach 1941–1942 zbudowano 100 szybowców tego typu.

## Użycie bojowe
Szybowce transportowe Ku-1 zostały wprowadzone do jednostek armii japońskiej i służyły do transportu niewielkich grup żołnierzy, głównie na terenie Półwyspu Indochińskiego. 
Do holowania tego typu szybowców używano samolotów Mitsubishi Ki-30 i Mitsubishi Ki-51.